# オホーツク太郎
オホーツク太郎（オホーツクたろう、1954年5月22日 - ）は、日本の演歌歌手、シンガーソングライター。所属のレコード会社はメロディーレコーズ。北海道出身。

## 人物
劇場とアイスクリーム製造業を営んでいる家の長男として生まれる。大学進学と同時に上京、1975年に俳優小沢昭一主宰の劇団「芸能座」へ入座し第四期研究生として舞台活動をする。大西信行作、早野寿郎演出の「落語無類語録」で初舞台となる。
2ヶ月間、後楽園球場開催の矢野大サーカスの一員として公演に参加、その後シンガーソングライターに転向した。1983年、第3回浅草アマチュア音楽祭に出場して、フォーク・ロック部門でグランプリを受賞した。
地元に戻り、父親の工場を継ぎ製塩事業と新たに劇場（湧楽座）を復興し、独立して落語と弾き語りの芸で活動する。2013年に門谷憲二と出会いオホーツク太郎の芸名を授かり、2016年8月に演歌歌手としてデビューした。
2017年1月、第16代オホーツク観光大使に任命。

## 出演
- 演歌百撰（2017年4月2日、BS11）
- あさイチ（2018年6月13日、NHK総合） - ゲスト出演
- 新・BS日本のうた（2023年7月23日、NHK BSプレミアム）

## 作品

### シングル
- ほっちゃれ節（2016年8月3日）
- 面影エレジー（2017年1月25日）
- 生きていりゃこそ人生だ！（2018年6月13日）
- オホーツクの海明け（2019年5月22日）
- 命の港（2020年11月25日）